# BH Virginis

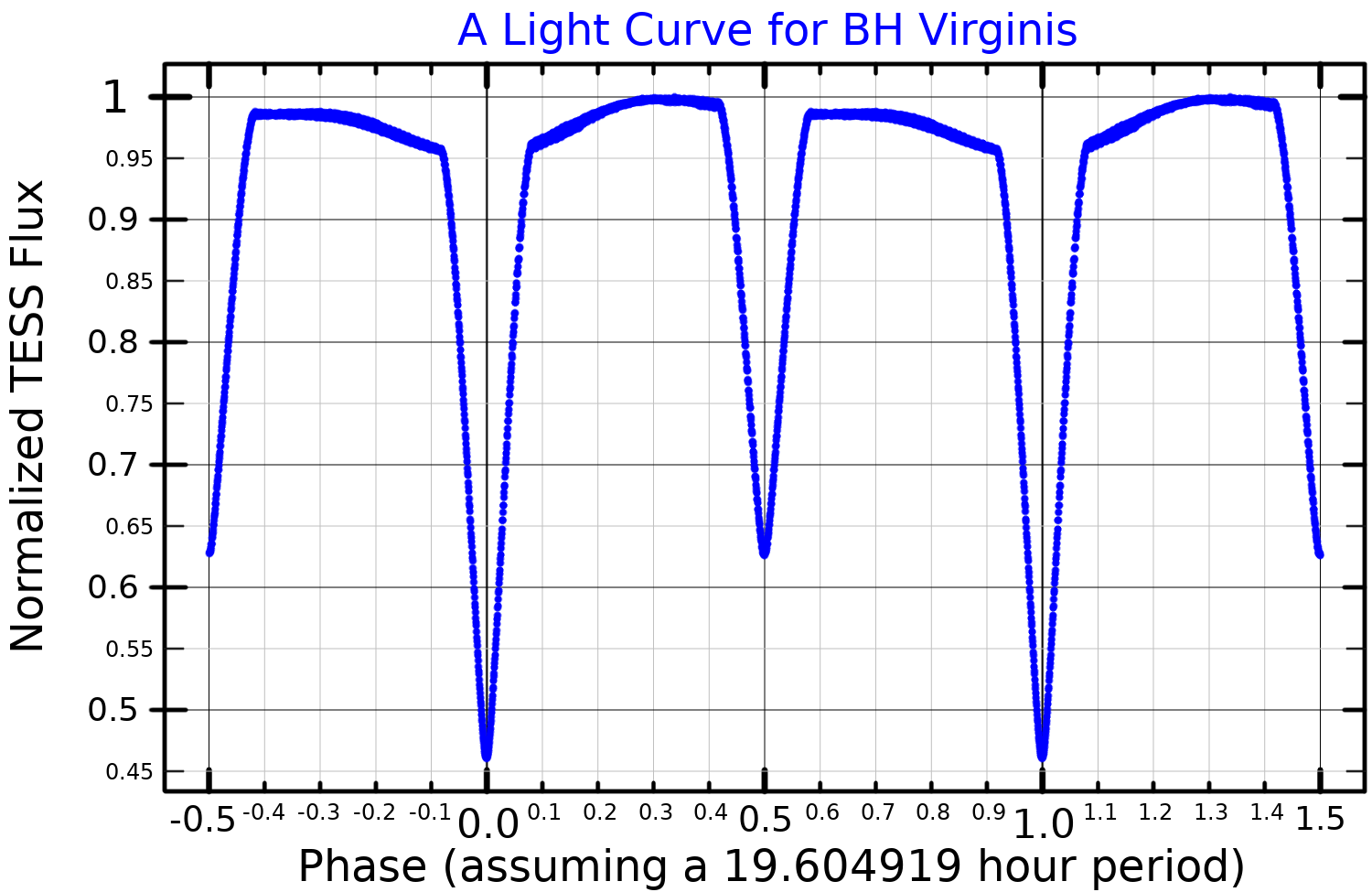
Curva de luz de BH Virginis

BH Virginis (BH Vir / HD 121909 / HIP 68258) es un sistema estelar de magnitud aparente +9,68situado en la constelación de Virgo.
Se encuentra a 505 años luz de distancia del sistema solar.

## Características del sistema
BH Virginis es una binaria espectroscópica compuesta por dos enanas amarillas.
La componente principal tiene tipo espectral F8V y su luminosidad es casi el doble de la luminosidad solar.
Tiene una temperatura efectiva de 6100 K y su masa es un 17 % mayor que la masa solar.
Su radio es un 25 % más grande que el radio solar y gira sobre sí misma con una velocidad de rotación de al menos 79,7 km/s.
La componente secundaria, de tipo G5V, es ligeramente más luminosa que el Sol y tiene una temperatura efectiva de 5500 K.
Su masa es un 5 % mayor que la del Sol y su radio un 14 % más grande que el de éste; su velocidad de rotación es igual o superior a 68,3 km/s.
La edad de este sistema se estima en casi 8000 millones de años.

## Variabilidad
BH Virginis constituye una binaria eclipsante cuyo período orbital es de 0,8169 días.
En el eclipse principal su brillo disminuye 0,96 magnitudes mientras que en el secundario el descenso de brillo es de 0,64 magnitudes. El par es además una variable RS Canum Venaticorum.
Se ha observado que el período orbital sufre una variación cíclica que contiene tres componentes con distintos períodos: uno de 9,2 años, otro de 11,8 años y un tercer período de 50,7 años.
Este tipo de variación ha sido también observado en otras variables RS Canum Venaticorum como AR Lacertae, XY Ursae Majoris y RS Canum Venaticorum.
Dichos cambios en el período orbital están originados por dos mecanismos diferentes. La variación a largo plazo puede estar causada por la presencia de un tercer cuerpo. Las otras dos variaciones de corta duración parecen tener su origen en la actividad magnética de las dos componentes; de hecho, ambas componentes muestran actividad semejante a la solar, siendo ésta mayor en el caso de la estrella secundaria.
Ambas estrellas presentan manchas en su superficie, las cuales siempre se concentran cerca del ecuador y en latitudes intermedias; la superficie con manchas puede llegar a alcanzar el 29 % de la superficie total.
Las diferencia de temperatura entre las manchas estelares y la fotosfera inactiva es de 2300 K.
Asimismo, las manchas estelares se concentran en dos longitudes activas, separadas entre sí aproximadamente por la mitad del período orbital (0° y 184°); dichas longitudes activas han permanecido invariables durante más de 40 años.